# Новый Перелюб
Новый Перелюб — железнодорожная станция в Перелюбском районе Саратовской области в составе Смородинского муниципального образования.

## География
Находится на железнодорожной линии Пугачёв-Красногвардеец на расстоянии примерно 27 километров по прямой на запад-северо-запад от районного центра села Перелюб.

## Население
Постоянное население составляло 380 человек в 2002 году (русские 63%) ,  318 в 2010 году.